# فريدي جونز (ممثل مسرحي)
فريدي جونز (بالإنجليزية: Freddie Jones)‏ (و. 1927 – 2019 م) هو ممثل مسرحي، وممثل أفلام، وممثل تلفزي بريطاني، توفي عن عمر يناهز 92 عاماً.

## التعليم
تعلم في كلية روز بروفورد ‏
.

## وصلات خارجية
- فريدي جونز على موقع IMDb (الإنجليزية)
- فريدي جونز على موقع روتن توميتوز (الإنجليزية)
- فريدي جونز على موقع ألو سيني (الفرنسية)
- فريدي جونز على موقع ميوزك برينز (الإنجليزية)
- فريدي جونز على موقع أول موفي (الإنجليزية)
- فريدي جونز على موقع قاعدة بيانات برودواي على الإنترنت (الإنجليزية)
- فريدي جونز على موقع قاعدة بيانات الأفلام السويدية (السويدية)
- فريدي جونز على موقع إن إن دي بي (الإنجليزية)
- فريدي جونز على موقع قاعدة بيانات الفيلم (الإنجليزية)
- فريدي جونز على موقع كينوبويسك (الروسية)